# Сопер, Стив
Стив Сопер (род. 27 сентября 1951, Илинг, Большой Лондон) — английский автогонщик. Он дебютировал в автогонках поздно, в 1977 году, и выступал в течение более чем 20 лет только в кузовных гонках. Завершил карьеру гонщика он также поздно, в 2001 году, в возрасте 50 лет. Всего Стив провел 279 гонок, 18 раз стартовал с поул-позиции, 42 раза приходил к финишу первым, и ещё 61 раз — вторым или третьим.

## Карьера
- 1982 — BTCC (3е место)
- 1987 —
  - WTCC (6е место)
  - ДТМ (1 гонка, 1 подиум)
  - 24 часа Нюрбургринга (1е место)
- 1988 —
  - ETCC (2е место, 6 побед)
  - ДТМ (4 гонки, 2 подиуа)
- 1989 — ДТМ (5е место, 2 победы, 3 подиума)
- 1990 — ДТМ (4е место, 2 победы, 5 подиумов)
- 1991 —
  - ДТМ (4е место, 3 победы, 1 подиум)
  - BTCC (4е место, 3 победы, 1 подиум)
- 1992 —
  - ДТМ (9е место, 2 победы)
  - BTCC (6е место, 4 подиума)
  - Итальянский Супертуринг (2 гонки, 1 подиум)
  - 24 часа Спа (1е место)
- 1993 — BTCC (2е место, 3 победы, 6 подиумов)
- 1994 —
  - JTCC (3е место, 5 побед, 4 подиума)
  - BTCC (7е место, 1 победа, 1 подиум)
  - Кубок ФИА по кузовным гонкам (2е место, 1 подиум)
- 1995 —
  - JTCC (1е место, 3 победы, 7 подиумов)
  - STW (6 гонок, 1 подиум)
  - Кубок ФИА по кузовным гонкам (3е место, 2 подиума)
  - 24 часа Спа (1е место)
- 1996 —
  - STW (2е место, 3 победы, 7 подиумов)
  - Итальянский Супертуринг (2 гонки, 1 подиум)
  - Чемпионат Global GT (1 гонка, 1 поул)
  - 24 часа Ле-Мана (GT1, 9е место)
- 1997 —
  - FIA FT (GT1, 2е место, 4 победы,4 подиума)
  - 24 часа Ле-Мана (GT1)
  - STW (2 гонки)
  - Гонка Гуйя (Макао) (1е место)
- 1998 —
  - International Sports Racing Series (P1, 12е место, 2 подиума)
  - 24 часа Ле-Мана (P1)
- 1999 —
  - ALMS (P1, 5е место, 4 победы)
  - 24 часа Ле-Мана (P1, 4е место)
- 2001 — BTCC (6е место, 1 подиум)